# Mercè Pla i Cid
Mercè Pla i Cid va ser una directiva de serveis socials catalana. Per la seva tan notòria tasca personal, professional i cívica a favor de les persones amb discapacitació psíquica de les terres de l'Ebre. El seu treball de tants anys s'ha caracteritzat per l'abnegació, la serietat i el sentit de la responsabilitat a través de la Fundació Mercè Pla d'Alcanar, fundada el 1999, raó per la qual fou guardonada amb la Creu de Sant Jordi el 2003.